# Blanckensee (Adelsgeschlecht)

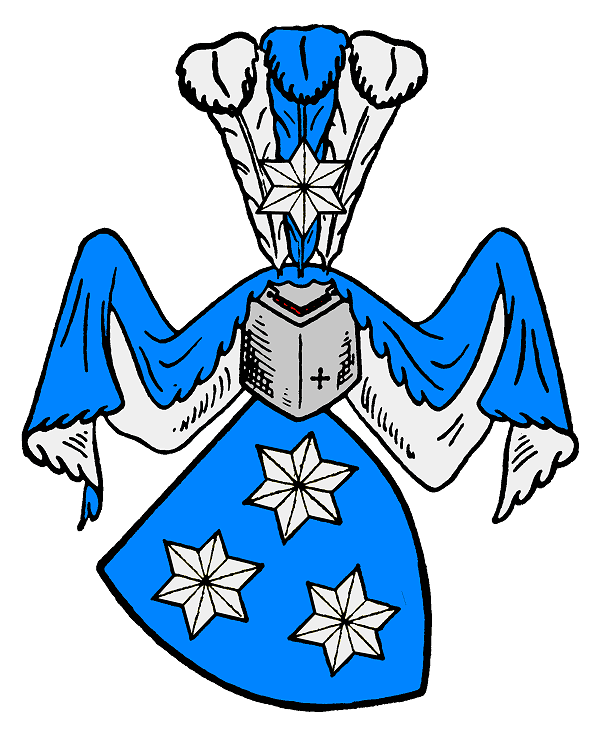
Wappen derer von Blanckensee

Blanckensee, auch Blankensee, ist der Name eines neumärkischen Uradelsgeschlechts, das dort zu den einflussreichsten und mächtigsten gezählt wurde und sich später auch nach Pommern und Posen ausbreitete. Zweige der Familie bestehen bis heute fort.

## Geschichte
Das Geschlecht erscheint erstmals mit Aluericus de Blanckensee, der am 17. September 1234 urkundlich als Zeuge auftritt. Die durchgängig gesicherte Stammreihe beginnt im Jahre 1333 mit Gyso de Blankenze, Erbherr auf Schlagenthin. Er war mit Gertrud von Güntersberg aus dem Haus Dölitz vermählt. Sein gleichnamiger Urenkel, der brandenburgische Geheime Rat Gyso III. von Blanckensee erwarb im Jahre 1449 1/2 Schönwerder, besaß neben Schlagenthin aus väterlichem Erbe auch Raddun und Arnswalde. Gyso III. tat sich im Krieg hervor, als er für den Markgrafen Joachim I. die Marienburg einnahm und verteidigte. Vom Papst wurde er mit dem Kirchenbann belegt. Er war mit Sophie von der Osten aus dem Haus Woldenburg vermählt. Sein Sohn Hans stiftete um 1460 die beiden Hauptlinien der Familie, indem sein Sohn Hans, vermählt mit Katharina von Güntersberg aus dem Haus Ravenstein, Schlagenthin und Neuenkirchen und sein Sohn Tyde Schönwerder erhielt.
Obwohl Elzow bereits für das Jahr 1331 einen Zeugen Peter von Blanckensee in Pommern nennt, lässt sich die Familie erst im Jahre 1523 mit dem in einer Musterrolle erwähnten Johachim von Blanckensee, Erbherr auf Schönwerder urkundlich dort feststellen. 1583 musste Tönnies von Blanckensee, Erbherr auf Schönwerder und Reichenbach, drei Pferde zur Musterung stellen. In den Jahren 1704 bis 1787 sind diverse Gütererwerbungen und -verkäufe in Pommern durch die Herren von Blanckensee dokumentiert.

### Linie Schlagenthin
Mehrere Glieder aus der Linie Schlagenthin dienten in der kursächsischen Armee, über diese auch in der dänischen Armee, vor allem aber in der preußischen Armee.
Hans Adam von Blankensee, Erbherr auf Schlagenthin, hatte sich mit Margaretha von Delitz aus dem Haus Morstein bei Nörenberg vermählt. Sein Sohn Bernd Sigismund von Blanckensee (1693–1757) hatte sich bei Chotusitz ausgezeichnet und war bei Kesselsdorf verwundet worden. 1751 wurde er Ritter des Ordens Pour le Mérite, wurde Chef der ehemaligen sächsischen Garde und stieg bis zum preußischen Generalmajor auf.

### Linie Schönwerder
Aus der Linie Schönwerder erwarb der königlich preußische Kammerherr, Domdechant des Hochstiftes zu Cammin und General-Landschaftsrepräsentant von Westpreußen, Alexander Sigismund Friedrich Richard Georg von Blanckensee (1747–1817) von einer Prinzessin Sapiéha die Herrschaft Filehne, zu welcher Mitte des 19. Jahrhunderts die Stadt selbst sowie 56 weitere Ortschaften mit zusammen 13.252 Einwohnern gehörten. Am 5. Juni 1798 wurde er in den preußischen Grafenstand gehoben. Er war mit Freiin Auguste Dorothea von Hagen (1757–1819) vermählt und wurde Stammvater der Grafen von Blanckensee.

## Weitere Familien

### Grafen Blankensee-Fircks
Preußischer Grafenstand Blankensee-Fircks im Jahre 1857, bei Gründung eines Fideikommiss, erblich nach dem Recht der Erstgeburt für Freiherr Clotar von Fircks, vermählt selben Jahres mit Gräfin Marie von Blankensee

### Grafen Blankensee-Pückler
1885 kam es zur Namens- und Wappenvereinigung beider gräflicher Familien für Graf Friedrich von Pückler, Freiherr von Groditz, preußischer Premierleutnant im Husarenregiment Nr. 4. 1901 erfolgte die Namensänderung in Graf von Pückler und Blankensee für denselben, erblich gebunden an den Besitz am Blankensee’schen Fideikommiss Wugarten.

## Besitz
- in der Neumark: Bollenhagen im Kreis Soldin; Wugarten im Kreis Friedeberg; Nantikow, Radun, Rohrpful, Schlagenthin und Steinberg im Kreis Arnswalde; Trossin im Kreis Königsberg

- in Pommern: Blankensee, Hohenwalde, Hohengrape, Krüssow, Reichenbach, Schönberg und Schönwerder im Kreis Pyritz; Alt-Damerow, Mellen, Uchtenhagen und Wulkow im Kreis Saatzig; Giesebitz, Poblotz, Warbelin und Zipkow im Kreis Stolp; Butzke und Pumlow im Kreis Belgard; Fritzow und Plauentin  im Kreis Fürstenthum; Zemlin im Kreis Cammin; Jellentsch im Kreis Bütow; Klützow und Ritzig im Kreis Schivelbein; Dünow und Moritzfelde im Kreis Greifenhagen; Rienow im Kreis Regenwalde; Santzkow im Kreis Demmin

- in Posen: die Herrschaft, später Fideikommiss Filehne im Kreis Czarnikau

- in Ostpreußen: Bareuken im Kreis Fischhausen

- in Westfalen: Erkentrup im Kreis Bielefeld

## Wappen
- Das Stammwappen zeigt in Blau drei (2, 1) silberne sechsstrahlige Sterne. Auf dem Helm mit blau-silbernen Decken drei weiß-blaue Straußenfedern mit aufgelegtem, sechsstrahligen, silbernem Stern.

- Das gräfliche Wappen (1798) zeigt in Rot drei (2, 1) silberne sechsstrahlige Sterne. Drei Helme ohne Decken, davon der mittlere wie Stammwappen, die beiden äußeren jeweils mit nach innen gekehrtem, goldbewertem, schwarzen Adler mit roter ausgeschlagener Zunge. Als Schildhalter zwei wilde Männer, in der freien Hand je eine auf den Boden gestemmte Keule haltend.

## Familienmitglieder (chronologisch)
- Peter von Blanckensee (1659–1734), preußischer General der Kavallerie, Reformer des Steuerwesens in Hinterpommern
- Wulf Christoph von Blanckensee (1674–1717), preußischer Oberst, Stadtkommandant von Wismar
- Anton von Blankensee († 1740), preußischer Oberst, Chef des Berliner Land-Regiments
- Wolf Alexander Ernst Christoph von Blanckensee (1684–1745), preußischer Generalmajor, Chef des Infanterie-Regiments Nr. 23
- Bernd Siegmund von Blankensee (1693–1757), preußischer Generalmajor, Chef des Infanterie-Regiments Nr. 30
- Busso Christian von Blanckensee (1695–1765), preußischer Oberst, Chef des Garnisonregiments Nr. 10
- Georg Christoph von Blanckensee (1710–1781), preußischer Regierungsrat und pommerscher Landrat im Kreis Pyritz
- Christian Friedrich von Blanckensee (1716–1757), preußischer Generalmajor, Chef des Dragonerregiments Nr. 2
- Adam Christian von Blanckensee, preußischer Offizier, 1747 Ritter des Ordens Pour le Mérite
- Georg von Blankensee (1792–1867), Schriftsteller und Musiker
- Adolf von Blanckensee (1812–1871), preußischer Generalmajor, Kommandant von Torgau
- Waldemar von Blanckensee (1828–1906), preußischer Generalmajor, Kommandeur der 2. Kavallerie-Brigade
- Peter von Blanckensee (1858–1914), preußischer Generalmajor, führte im Ersten Weltkrieg die 98. Reserve-Infanterie-Brigade
- Cuno von Blanckensee (1862–1938), preußischer Generalmajor, führte im Ersten Weltkrieg die 78. Reserve-Infanterie-Brigade